# Plexipus krookii
Plexipus krookii là một loài thực vật có hoa trong họ Cỏ roi ngựa. Loài này được Fernandes miêu tả khoa học đầu tiên.